# Kovácshida
Kovácshida là một thị trấn thuộc hạt Baranya, Hungary. Thị trấn này có diện tích 8,09 km², dân số năm 2010 là 271 người, mật độ 33 người/km².